# The King of the Kongo
Pour le serial de 1952, voir King of the Congo.
Pour plus de détails, voir Fiche technique et Distribution.
The King of the Kongo est un serial film d'espionnage américain réalisé par Richard Thorpe, sorti en 1929.

## Synopsis
Diana Martin et Larry Trent, un agent des services secrets, partent dans la jungle à la recherche chacun de leur côté d'un membre de leur famille. Ils vont se trouver confrontés à des contrebandiers et à un trésor caché.
Liste des épisodes
1. Into the Unknown
2. Terrors of the Jungle
3. Temple of Beasts
4. Gorilla Warfare
5. Danger in the Dark
6. The Fight at Lions Pitt
7. The Fatal Moment
8. Sentenced to Death
9. Desperate Choices
10. Jungle Justice

## Fiche technique
- Titre original : The King of the Kongo
- Réalisation : Richard Thorpe
- Scénario : Wyndham Gittens, Harry Sinclair Drago
- Photographie : Ernest Laszlo, Ray Ries
- Musique : Lee Zahler
- Production : Nat Levine
- Société de production : Mascot Pictures
- Société de distribution : Mascot Pictures
- Pays de production :  États-Unis
- Langue originale : anglais
- Format : noir et blanc — 35 mm — 1,37:1 — Film muet avec des séquences parlées
- Genre : serial, film d'aventure
- Date de sortie :
  - États-Unis : 9 août 1929

## Distribution
- Jacqueline Logan : Diana Martin
- Walter Miller : Larry Trent
- Richard Tucker : Chef des services secrets
- Boris Karloff : Macklin "le balafré"
- Larry Steers : Jack Drake
- Harry Todd : le Commodore
- Richard Neill : Tom Trent
- Lafe McKee : John
- J.P. Lockney : Père Ricardo
- William P. Burt : Mooney
- J. Gordon Russell : une épave humaine
- Robert Frazier : Dakka
- Ruth Davis : Poppy
- Robert Frazer : Dakka

## Autour du film
- Ce serial est le premier à avoir bénéficié de séquences sonorisées.